# Gran chambelán de Francia

Ornamentos.

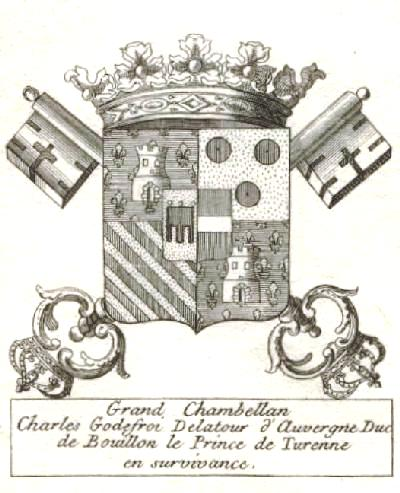
Escudo de armas de Charles Godefroid de la Tour d'Auvergne, duque de Bouillon, gran chambelán.

El Gran Chambelán de Francia fue un puesto político y nobiliario de la era del Antiguo Régimen, considerado como uno de los más altos oficiales y dignatarios de la corona de Francia y uno de los personajes más importantes de Estado hasta el siglo XVI. Posteriormente, al igual que el Grand Maître de Francia, estos cargos fueron perdiendo importancia política y se convirtieron en cargos meramente honoríficos, pasando de ejercer un rol político de acción, a ser uno más próximo a la figura de un "Consejero Real".
Su tarea inicial fue la dirección de la Cámara del Rey, así como guardar sus ropas y sus armas. Se trataba de un oficio que suponía una gran proximidad al Rey y, por tanto, estaba confiado a consejeros próximos a la figura real. El Gran Chambelán firmaba las cartas y los documentos importantes, y asistía con el Rey al juicio de los pares. Tenía la guardia del sello secreto y del sello del gabinete, recibía los homenajes devueltos a la Corona, hacía prestar los juramentos de fidelidad en presencia del Rey, podía recibir homenajes en lugar del Rey, recibir embajadores, preparar las ceremonias, asistir a las asambleas de los pares, etc. 
Es notable su papel en el momento de la Coronación. El día de la Coronación, era encargado de recibir a los pares en la cámara del Rey: los pares eclesiásticos llamaban a la puerta cerrada, el Gran Chambelán les preguntaba qué buscaban, y los pares respondían que buscaban al Rey. El Gran Chambelán abría entonces la puerta. Durante la Misa de la Coronación, el rey era coronado por el arzobispo de Reims al que le prestaban asistencia cinco obispos sufragantes de su provincia eclesiástica, así como el capítulo de la catedral de Reims. El obispo de Laon llevaba la ampolla santa, el obispo de Langres portaba el cetro, el obispo de Beauvais llevaba y presentaba el manto real, el obispo de Châlons traía el anillo real y el obispo de Noyon, el talabarte. A estos se añaden el abad de Saint-Remi de Reims, el guardián de la ampolla santa, así como el abad de la abadía de Saint-Denis, guardián de otras insignias reales. El Gran Chambelán recibía los botines reales que le daba el abad de Saint-Denis, y se los calzaba al Rey. De la misma manera, le daba al Rey la dalmática y el abrigo reales. 
Estaba presente en todas las ceremonias como Gran Oficial de la Corona. Portador de la bandera de Francia, tenía rango entre el Gran Maestro de Francia y el Grand Écuyer.